# Nirgua
Nirgua is een gemeente in de Venezolaanse staat Yaracuy. De gemeente telt 68.800 inwoners. De hoofdplaats is Nirgua.